# Miodrag Živković (političar)
Miodrag Živković (Kotor, 20. septembra 1957) crnogorski je političar.

## Biografija
Diplomirao je na Pravnom fakultetu u Podgorici (Titogradu) 1981. godine, a naredne је u Beogradu položio sudsko-pravosudni ispit. Iste godine se zaposlio kao sudija Osnovnog suda u Kotoru gde je radio 8 godina. Nakon toga 1990. otvara advokatsku kancelariju da bi kasnije od 1998. počeo profesionalno da se bavi politikom.
Od 1990. godine je član Liberalnog Saveza Crne Gore. Karijeru profesionalnog političara započinje kao delegat Liberalnog Saveza Crne Gore pri Opštinskom odboru u Kotoru. Godine 1994. je izabran za predsjednika OO LSCG Kotor, a na izbornoj konvenciji održanoj u Igalu 23. i 24. januara 1999. godine Miodrag Živković postaje i zvanično politički lider Liberalnog saveza.
Na predsjedničkim izborima u maju 2003. godine bio je kandidat Liberalnog saveza i osvojio 31,44%, ali je pobijeđen u prvom krugu od Filipa Vujanovića. Nakon Afere Trsteno, Miodrag Živković je 7. septembra 2004. na Cetinju smijenjen sa funkcije lidera Liberalnog saveza i isključen iz članstva stranke.
Na osnivačkoj Konferenciji 31. oktobra 2004. u Podgorici postaje predsjednik novoosnovane Liberalne partije Crne Gore. Nakon što LPCG na vanrednim parlamentarnim izborima 29. marta 2009. u koaliciji sa Demokratskim centrom Gorana Batrićevića, nije osvojila dovoljan broj glasova da pređe cenzus i osvoji bar jedno mjesto koje je imala u ranijem sazivu parlamenta, njen predsjednik Miodrag Živković podnio je ostavku.
Miodrag Živković živi u Kotoru, oženjen je suprugom Milicom, rođenom Ranković, i ima kćerku Sanju (1987).